# La Quinta (Piura)
La Quinta es un centro poblado peruano ubicado en el distrito de Marcavelica, perteneciente a la provincia de Sullana del departamento de Piura, al norte del Perú. En el 2017 tenía una población de 2441 habitantes.